# Вівсянка-снігурець барбадоська
Вівся́нка-снігуре́ць барбадоська (Loxigilla barbadensis) — вид горобцеподібних птахів родини саякових (Thraupidae). Ендемік Барбадосу. Раніше вважався підвидом малої вівсянки-снігурця, однак у 2006 році був визнаний окремим видом.

## Опис

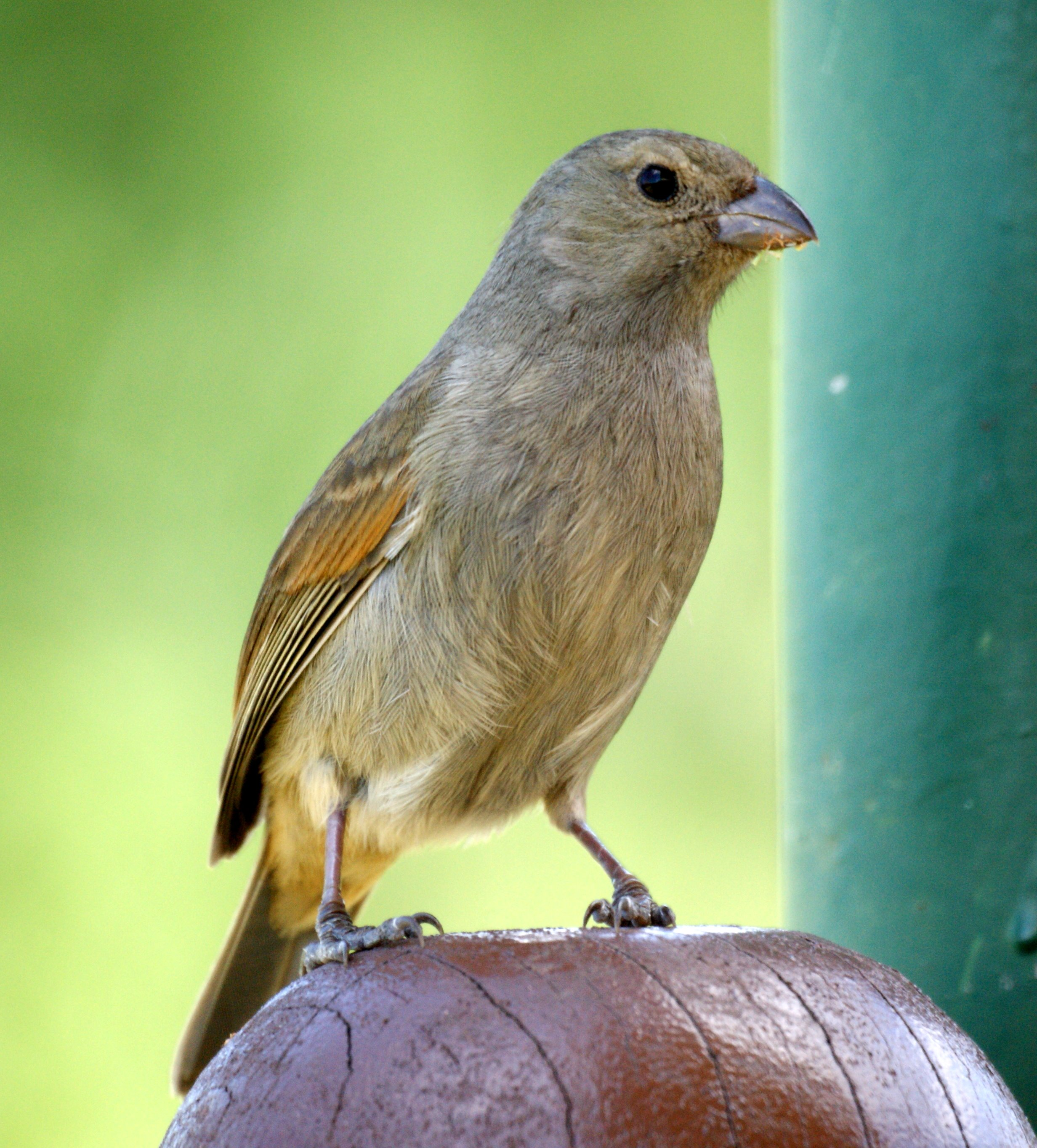
Барбадоська вівсянка-снігурець

Довжина птаха становить 14-15 см. На відміну від малої вівсянки-снігурця, барбадоській вівсянці-снігурцю не притаманний статевий диморфізм. Верхня частина тіла у них темно-оливково-сіра, крила переважно коричневі, нижня частина тіла сірувата, нижні покривні пера хвоста рудувато-коричневі. Вокалізація включає щебет, різкі крики і трелі.

## Поширення і екологія
Барбадоська вівсянка-снігурець є ендеміком острова Барбадос, одного з Малих Антильських островів. Це єдиний ендемічний вид птахів, що мешкає на цьому острові. Барбадоські вівсянки-снігурці живуть в підліску тропічних лісів, в чагарникових заростях, парках і садах, зустрічаються на висоті до 300 м над рівнем моря. Живляться плодами, насінням, нектаром і дрібними безхребетними. Гніздяться на деревах, гніздо кулеподібне з бічним входом, в кладці 2-3 яйця. Барбадоські вівсянки-снігурці — досить розумні птахи, здатні вирішувати складні задачі. Науковці помітили, що ті птахи, що живуть в містах, є більш іноваційними і здатними до навчання, ніж ті, що живуть в сільській місцевості, а останні, в свою чергу, є більш сміливими.